# Alue Meuganda
Alue Meuganda is een bestuurslaag in het regentschap Aceh Barat van de provincie Atjeh, Indonesië. Alue Meuganda telt 85 inwoners (volkstelling 2010).